# HSG Freiberg
Die Handballspielgemeinschaft Freiberg e. V. ist ein gemeinnütziger Handballverein aus Freiberg.

## Geschichte
1922 fand das erste Handballspiel einer Freiberger Mannschaft statt, es war die Partie TV Freiberg gegen TV Flöha.
1930 erlitt der Handball in Freiberg einen Rückschlag. Grund dafür war der Abstieg aus der Meisterklasse des Mittelsächsischen Handball-Verbandes. Nach 1945 folgte ein erneuter Aufschwung und der Wiederbeginn in mehreren Vereinen. Im Jahre 1954 spielten neben Einheit Freiberg auch Studenten in der HSG Wissenschaft Freiberg Handball. Der Aufstieg in die Bezirksliga gelang der 1. Mannschaft 1958.
Es folgte 1961 der Aufstieg im Feldhandball in die DDR-Liga (2. Liga) und 1963 im Hallenhandball in die Oberliga (1. Liga, zweistaffelig). 1964 bildete sich eine einstaffelige Oberliga. Daraufhin folgte der Abstieg in die DDR-Liga. In den Jahren von 1965 bis 1991 gehörte die 1. Mannschaft fast ausschließlich zur DDR-Liga mit 3. bis 10. Plätzen. Die Ernst-Grube-Sporthalle wurde im Dezember 1973 eingeweiht. Dadurch ergab sich die Möglichkeit der Austragung von Heimspielen in Freiberg.
Eine Namensänderung des Vereines in Akademischer Turn- und Sport-Verein Freiberg vollzog sich im Juni 1990. Ein einheitlicher Handball-Verband in Deutschland wurde gebildet. 1991/92 gehörte der Verein der 2. Bundesliga an, doch folgte der Abstieg und ab 1992 spielte man in der Regionalliga des Süddeutschen Handball-Verbandes.
Im April 1993 folgten die Ausgliederung der Abteilung Handball aus dem ATSV Freiberg und die Bildung eines Handballvereins Handball-Spiel-Gemeinschaft Freiberg (HSG Freiberg). In der Zeit von 1993 bis 1997 und die Saison 1999/2000 spielte die HSG Freiberg in der Regionalliga Süd.
In der Zeit von 1997 bis 1999 und ab der Saison 2000/01 spielten sie in der Oberliga. Die nach 2003 im März 2007 erneut in Freiberg ausgetragenen Finals um die Deutschen Länder-Pokale für Landesauswahl-Mannschaften (Nachwuchs) brachten Anerkennung durch den Deutschen Handballbund und die Handballverbände der Länder.
Im September 2007 feierte die HSG das Jubiläum 85 Jahre Handball in Freiberg. Neben einem Feldhandballspiel der Oldies aus der Universitätsstadt und aus Flöha fanden in der Ernst-Grube-Halle Begegnungen aller HSG-Teams mit Gästen aus verschiedenen sächsischen Vereinen statt.

## Vereinswappen
Im Jahr 2014 wurde das neue Logo der HSG Freiberg veröffentlicht. Der Verein orientierte sich dabei an der Jugendmannschaft „Dachse“, die 2012–2014 in der deutschen A-Jugend-Bundesliga spielte.

## Spielstätten
Die Heimspiele und Trainingseinheiten der HSG-Mannschaften finden – mit wenigen Ausnahmen – in der Ernst-Grube-Halle („Dachsbau“) statt, die 2003 komplett saniert wurde.

## Fankultur
Seit den 2000er Jahren unterstützt der Fanclub „Bergstadtpower“ die HSG Freiberg bei Heim- und Auswärtsspielen.